# Klimawechsel
Klimawechsel ist eine sechsteilige ZDF-Miniserie aus dem Jahr 2010. Die Idee stammt von Doris Dörrie, die gemeinsam mit Ruth Stadler das Buch schrieb und neben Gloria Behrens und Vanessa Jopp Regie führte. Thema ist das Klimakterium.

## Inhalt
Im Zentrum stehen vier Lehrerinnen aus München, die in die Wechseljahre kommen und gemeinsam an einem Gymnasium arbeiten.
- Angelika schwitzt und hat mit ihrem Übergewicht zu kämpfen. Ihr Mann entdeckt die schnellen Autos und orientiert sich an jüngeren Frauen. Er beginnt eine Affäre mit der jungen Direktorin Hanna Hecht.
- Lehrerkollegin Beate fühlt sich immer noch jung, ihr Mann dagegen lässt sich gehen und fühlt sich alt. Beide entfernen sich immer weiter voneinander.
- Biologielehrerin Cornelia fürchtet sich vor den Schülern. Selbstsicher wird sie erst durch die Affäre mit einem Schüler.
- Kunstlehrerin Desirée versucht verzweifelt, die Beziehung zu ihrem Freund und Yogalehrer Ronnie mit Kind und Job unter einen Hut zu bringen, während Ronnie ein Auge auf andere Frauen wirft.

Die Frauen arbeiten nicht nur am gleichen Gymnasium, sondern sie haben eine gemeinsame Frauenärztin Dr. Evelyn Bach. Immer wieder werden nützliche und unnötige Methoden diskutiert, um den Klimawechsel zu stoppen. Im Übrigen hat auch die Ärztin Bach ihre Liebesprobleme mit dem Psychologen Dr. Dumont.

## Ausstrahlung
Die erste Ausstrahlung erfolgte am 7. April 2010 jeweils am Donnerstag.

## Kritiken
- Die Süddeutsche Zeitung schrieb: „Es ist furios, fies und, jawoll, das Beste und Böseste, was das deutsche Fernsehen für diese Altersgruppe in den vergangenen Jahren produziert hat.“[1]
- Der Stern schreibt: „Schließlich ist Dörries Serie so etwas wie eine Kriegserklärung an das öffentlich-rechtliche Programm.“[2]

## DVD
Nach Ausstrahlung der Sendung erschien die Serie auf zwei DVDs am 30. April 2010 im Handel.

## Auszeichnungen
- Deutscher Fernsehpreis 2010 in der Kategorie Beste Schauspielerin für die Hauptdarstellerin Ulrike Kriener.
- Grimme-Preis 2011 in der Kategorie Unterhaltung an Doris Dörrie (Buch/Regie), Ruth Stadler (Buch), Gloria Behrens (Regie) und Vanessa Jopp (Regie)[3]